# Innominato
L'Innominato è un personaggio immaginario presente ne I promessi sposi, romanzo di Alessandro Manzoni. Il personaggio è così chiamato per l'impossibilità di citarne il nome.

## Descrizione
(Alessandro Manzoni, I promessi sposi, cap. XIX, pp. 371, 372 e 375)
L'Innominato è una delle figure più complesse e interessanti del romanzo. È il potente signore a cui don Rodrigo si rivolge per attuare il piano di rapire Lucia Mondella. Figura malvagia ma preda da un certo tempo di una profonda crisi spirituale, che lo porta a non riconoscersi più nelle sue malefatte, l'Innominato coglie nell'incontro con Lucia un segno, una luce che lo porta alla conversione; solo in un animo simile, senza vie di mezzo, una crisi interiore può portare a una trasformazione completa.
Durante la notte in cui Lucia è prigioniera nel castello, la disperazione dell'Innominato è talmente forte da fargli desiderare il suicidio, ma ecco che la Divina Provvidenza e le parole di Lucia lo salvano e gli mostrano la via della misericordia e del perdono. La sua conversione giunge dopo la notte angosciosa, infatti quel giorno arriva nel suo paese il cardinale Federico Borromeo, personaggio storico. La scelta di Manzoni del personaggio per attuare la conversione non è certamente casuale: infatti solo un uomo di una grandissima bontà come il cardinale può redimere l'Innominato.
Come dichiarato dall'autore stesso al termine del capitolo 24, le fonti storiche del Ripamonti stesso riferiscono che l'uomo si sia convertito dopo un lungo colloquio con il porporato. Nel romanzo, i due personaggi si possono considerare, per certi aspetti, come opposti. Dopo la conversione l'Innominato cambia completamente e coglie al volo l'occasione per far del bene in maniera proporzionata al male che aveva fatto. Il personaggio dell'Innominato e il suo "castello a cavaliere di una valle angusta e uggiosa" con la relativa ambientazione (capitolo XX) richiamano le tetre, cupe immagini del romanzo gotico del Settecento in cui era solitamente presente la figura della giovane innocente perseguitata da un tiranno malvagio, eroe del male.
Presenta volontà indomabile, desiderio e ricerca di solitudine, orgoglio e amore d'indipendenza, malvagità dovuta ad arroganza e fierezza, ma nata dallo sdegno e dall'invidia verso le tante prepotenze a cui assiste. Non si compiace della scelleratezza e tiranneggia per non essere tiranneggiato. Il castello dell'Innominato presenta una solitudine eccelsa di paesaggio e d'anima. Il paesaggio è singolare e fa da sfondo alla vicenda eccezionale: si tratta di un paesaggio d'arte e fantasia. La personalità dell'Innominato impronta di sé tutta la realtà circostante e il paesaggio è un'introduzione psicologica alla vicenda. L'atmosfera del castello è mitica e all'altezza dei luoghi corrisponde un'elevatezza d'animo. L'alba che precede la conversione mostra una liberazione vicina, "un colore di travaglio e di mortificazione che è il colore stesso della natura e della vita. [...] Presenza silenziosa e operosa di un Dio che non è solo testimone ma artefice".. Attilio Momigliano evidenzia bene l'evoluzione dell'animo del personaggio, la solitudine dell'anima nelle tenebre della notte ed il travaglio del rinnovamento. Nel contrasto fra io antico e nuovo egli prova una "non so qual rabbia di pentimento" e Lucia Mondella è un'immagine presente di condanna e di perdono. Luigi Russo sottolinea che nella non resistenza di Lucia, l'Innominato vede come l'immagine temuta della morte che viene sola e disarmata, senza che le si possa opporre nulla. Dinanzi alla fanciulla il più debole è lui. Ad un certo punto egli non discorre più con Lucia ma con il suo fantasma interno di Dio. Egli attua una ricerca sgomenta di un nuovo sentiero di vita, prova orrore delle memorie di una vita scellerata.
Il pensiero della morte ed il confuso presentimento dell'oltretomba scavano nel suo animo in cui gli pare di sentire una voce che dice "Io sono però" (cap. XX). Avverte una misteriosa presenza e diviene consapevole della propria effimera potenza. Poi inizia l'ascensione dello spirito dell'Innominato: il terrore nella notte della conversione, a mano a mano che la sua coscienza si profonda, la sua angoscia si fa opprimente. Il ricordo delle parole di Lucia ("Dio perdona tante cose per un'opera di misericordia") è un avvertimento di cui l'anima non sa precisamente l'origine. Nella sua mente si accalcano il pensiero del futuro e la memoria insopprimibile dell'io di un tempo, l'orrore delle memorie di una vita scellerata.
Dopo gli ultimi ondeggiamenti dell'anima, l'Innominato giunge all'alba di redenzione, alla palingenesi spirituale e al rischiararsi dell'anima corrisponde un rischiararsi del paesaggio in un profondo sentimento religioso della natura. Il cielo, i monti, gli uomini, accompagnati dalla musica d'indeterminata speranza del suono delle campane, partecipano alla redenzione di un'anima. La crisi spirituale dell'Innominato, descritta alla fine del XXI capitolo, passa attraverso fasi progressive:
- la comprensione della vanità del continuo agire nel male ("non che riuscisse a trovar ragioni che in quel momento gli paressero buone a scusare il fatto, non sapeva quasi spiegare a se stesso come ci si fosse indotto.");
- l'esame di coscienza ("si trovò ingolfato nell'esame di tutta la sua vita");
- la disperazione e la tentazione del suicidio ("S'alzò in furia a sedere, gettò in furia le mani alla parete accanto al letto, afferrò una pistola, la staccò, e....al momento di finire una vita divenuta insopportabile, il suo pensiero sorpreso da un terrore, da un'inquietudine, per dir così, superstite, si slanciò nel tempo che pure continuerebbe a scorrere dopo la sua fine");
- il pensiero di Dio ("Se quell'altra vita di cui m'hanno parlato quand'ero ragazzo, di cui parlano sempre, come se fosse cosa sicura; se quella vita non c'è, se è un'invenzione de' preti; che fo io? perché morire? cos'importa quello che ho fatto? cos'importa? è una pazzia la mia... E se c'è quest'altra vita...!").

## Storicità del personaggio

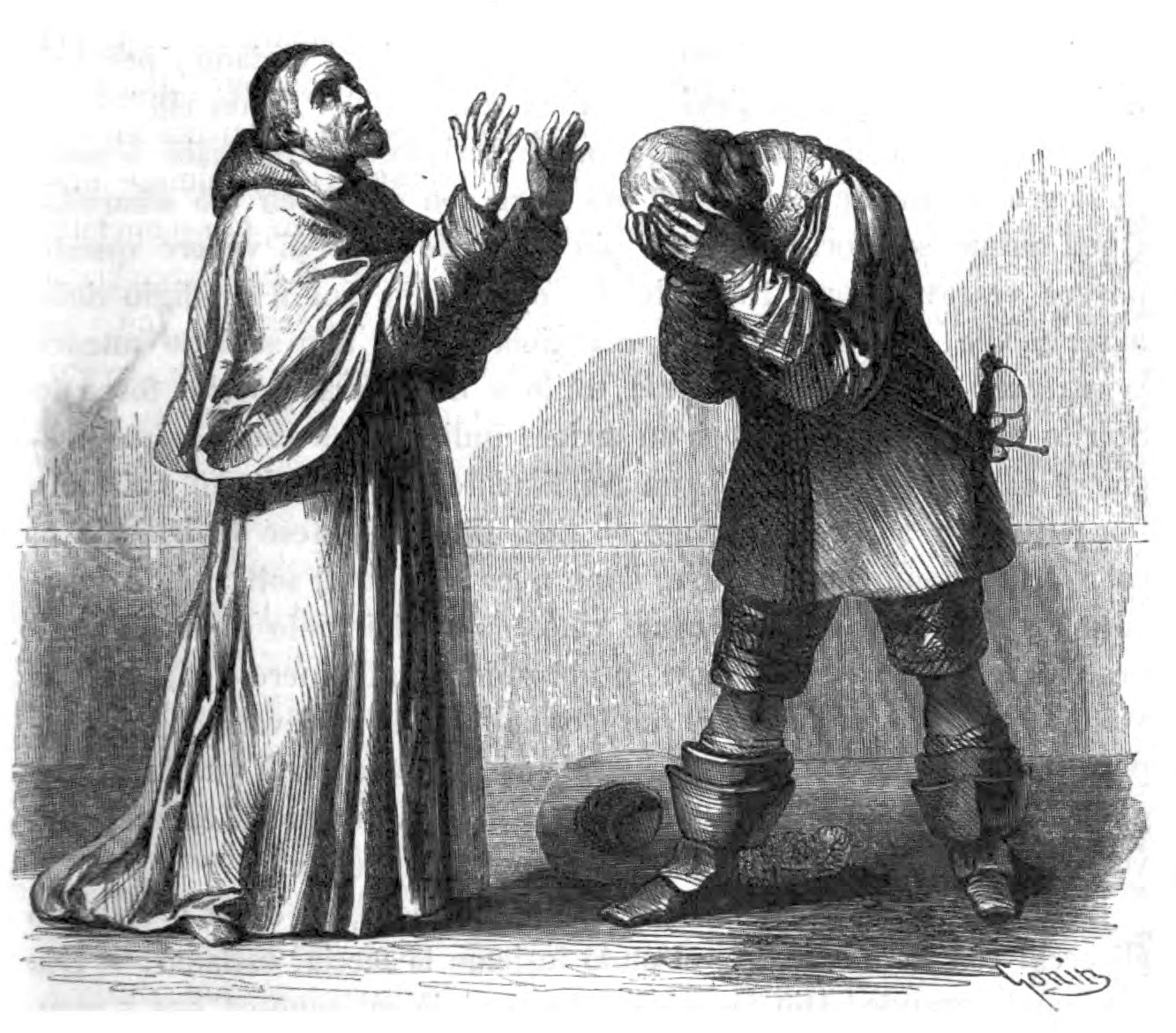
Gonin, Conversione dell'Innominato (1840)

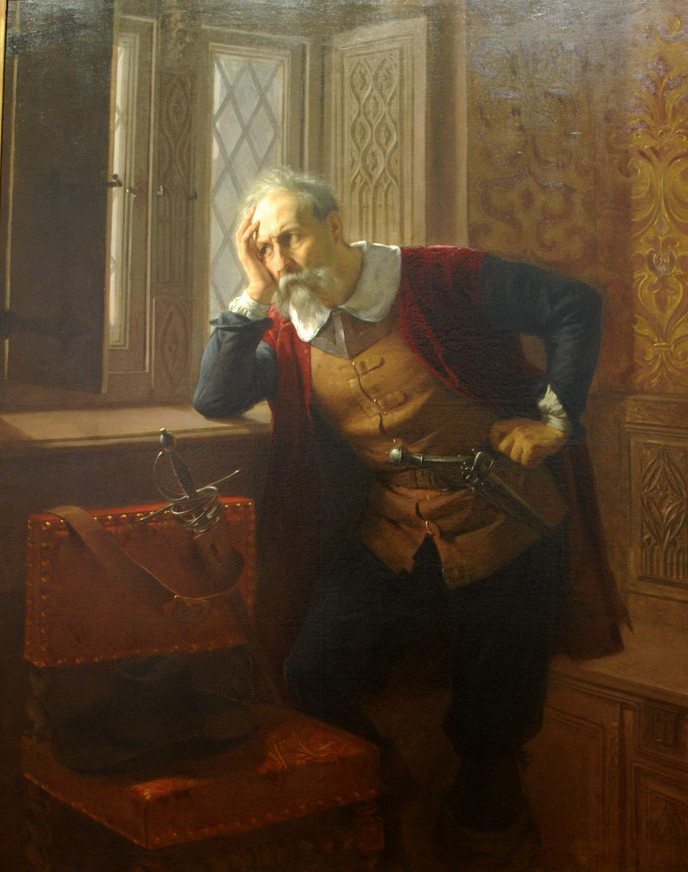
"L'Innominato" di Andrea Gastaldi

Tra l'aprile e il settembre del 1832 fu pubblicato sull'Indicatore un commento di Cesare Cantù a I promessi sposi; nella parte dedicata all'Innominato egli indicò la fonte di ispirazione per il personaggio in Francesco Bernardino Visconti (1579-1647 circa) dei Visconti di Brignano. Questa famiglia aveva ascendenti comuni con la famiglia Visconti di Saliceto, a cui apparteneva la nonna paterna di Giulia Beccaria, madre di Manzoni.
Il nome gli venne fornito dallo stesso Manzoni.
(Biglietto di Manzoni a Cesare Cantù)
Bernardino Visconti, feudatario di Brignano Gera d'Adda, era indicato come bandito insieme ai suoi bravi in una grida del 10 marzo 1603 (ripetuta poi il 30 maggio 1609 e il 2 giugno 1614).
Come riportato anche dal Cantù, Manzoni utilizzò per creare il personaggio anche la conversione di un malfattore operata dal cardinale Federico Borromeo, avvenimento riportato sia nella biografia dell'arcivescovo scritta da Rivola sia in una cronaca di Giuseppe Ripamonti; in questi testi, citati brevemente nel capitolo XIX, non era indicato il nome del bandito, ma Manzoni pensò di poterlo identificare con Bernardino Visconti.
(Francesco Rivola)
(Giuseppe Ripamonti con traduzione di Cesare Cantù)
Per Manzoni la "casa" perciò era il palazzo di Brignano d'Adda, dimora di Bernardino Visconti; l'idea gli fu forse suggerita da un soggiorno a Treviglio in visita a Tommaso Grossi.
Alcuni particolari forniti dal Ripamonti porterebbero però ad escluderlo come possibile protagonista di questo racconto, in particolare per le nozze (Bernardino Visconti non si sposò); Giulio Scotti, sulla base di documenti dell'Archivio di Stato di Milano, riteneva che il personaggio storico indicato dal Ripamonti fosse in realtà il fratello Galeazzo Maria Visconti, anch'egli protagonista di malefatte e bandito.

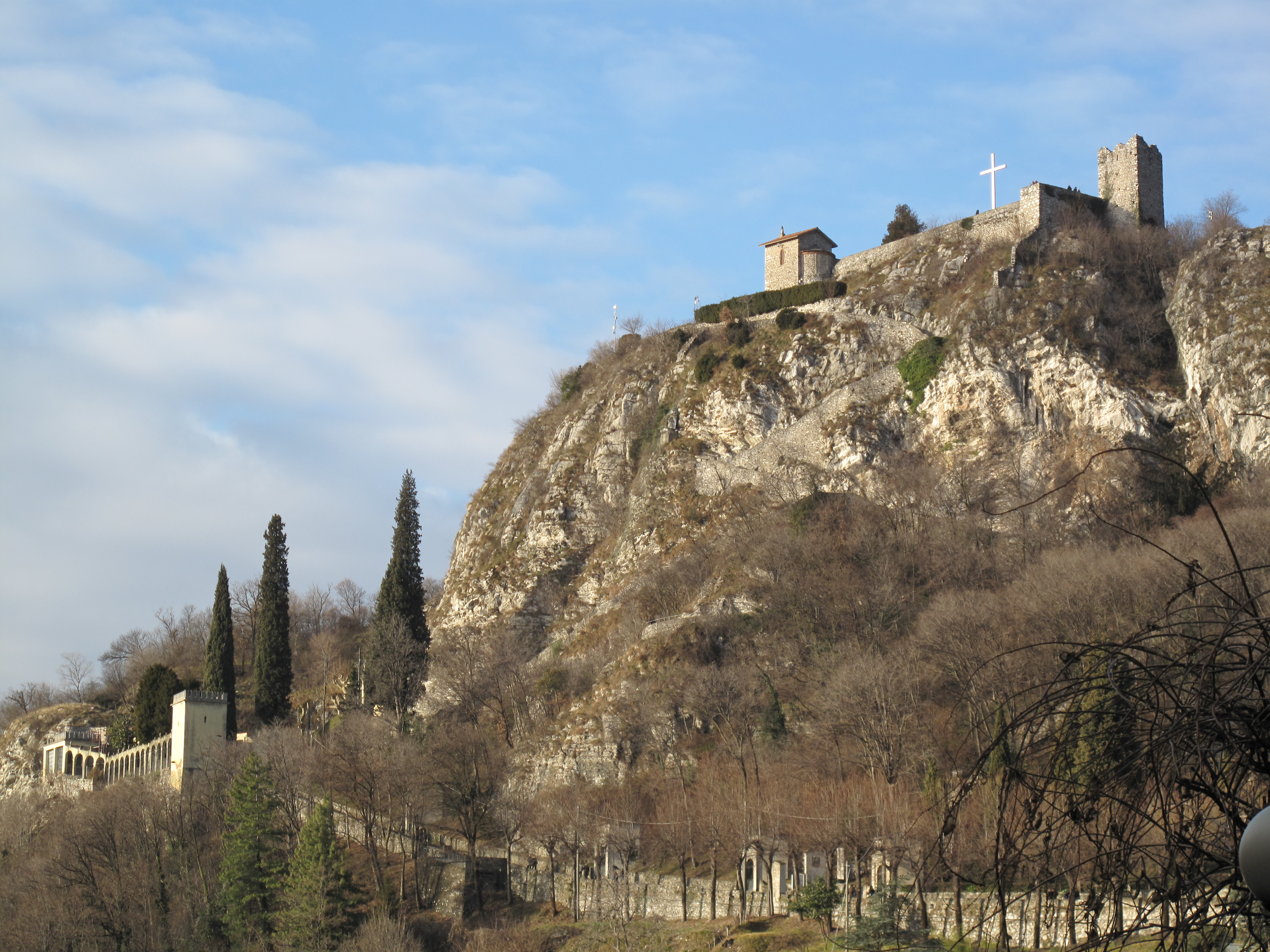
Vista del colle con il castello dell'Innominato sulla cima del Sacro Monte di Somasca

## Precedente versione
Nel Fermo e Lucia (prima redazione), l'Innominato era chiamato "Il Conte del Sagrato", in riferimento ad uno dei suoi tanti omicidi, avvenuti appunto sul sagrato di una chiesa. In seguito pare che Manzoni ne cambiò il nome poiché questo in un certo senso ne immiseriva la condizione titanica e ribelle, rimandando allo squallore di un omicidio.

## Luoghi manzoniani
Tra i luoghi manzoniani al confine tra Vercurago e Lecco, rispettivamente nelle frazioni di Chiuso e Somasca, è presente il castello dell'Innominato, una fortificazione costruita su un dirupo in una posizione che domina la strada che collega Bergamo a Lecco e il sottostante lago di Garlate. Del forte rimangono una torre, una cappella e parti delle mura.